# Чемпіонат Швеції з футболу 1919
Svenska Mästerskapet 1919 — чемпіонат Швеції з футболу. Проводився за кубковою системою. У чемпіонаті брала участь 40 клубів. 
Чемпіоном Швеції вперше став клуб ГАІС Гетеборг.

## Півфінал
28 вересня 1919 ГАІС Гетеборг — Гельсінгборгс ІФ 7:1
28 вересня 1919 «Юргорден» ІФ (Стокгольм) — ІФК Ескільстуна 1:0

## Фінал
19 жовтня 1919 ГАІС Гетеборг — «Юргорден» ІФ (Стокгольм) 4:1